# Kazuo Koike
Kazuo Koike (japanska: 小池一夫, Koike Kazuo?), född 8 maj 1936 i Ōmagari i nuvarande Daisen i Akita, död 17 april 2019, var en japansk serieförfattare, romanförfattare och entreprenör.
Koike gjorde, tillsammans med Gōseki Kojima, mangan Ensamvargen (japanska: Kozure Ōkami, engelska: Lone Wolf and Cub). Den stora framgången med denna realistiska samuraj-serie i gekiga-stil ledde till att Koike och Kojima blev kända som "guldduon". En annan Koike-framgång var Shurayukihime (engelska: Lady Snowblood), tecknad av Kazuo Kamiimura; den ledde till ett antal japanska filmatiseringar och var även utgångspunkt för Kill Bill
Kazuo Koike startade också skolan "Gekika Sonjuku", en utbildningsskola för mangaka.

## Kända mangakor som gått på Gekika Sonjuku-skolan
- Rumiko Takahashi – mangaka: Urusei yatsura, Maison Ikkoku, Ranma ½, InuYasha
- Akira Sakuma – speldesigner
- Hideyuki Kikuchi – skräckförfattare
- Tetsuo Hara – mangaka: Fist of the North Star
- Yuji Horii – speldesigner